# Санкт-Конрад
Санкт-Конрад (нем. Sankt Konrad) — коммуна (нем. Gemeinde) в Австрии, в федеральной земле Верхняя Австрия. 
Входит в состав округа Гмунден.  Население составляет 1066 человек (на 31 декабря 2005 года). Занимает площадь 19 км². Официальный код  —  40716.

## Политическая ситуация
Бургомистр коммуны — Франц Кронбергер (АНП) по результатам выборов 2007 года.